# Boom Vooruit
Boom Vooruit was een Belgische lokale politieke partij te Boom.

## Geschiedenis
Deze N-VA-scheurlijst werd opgericht door Mark Van Heel (die tevens lijsttrekker was) in de aanloop van de gemeenteraadsverkiezingen van 2018. Andere namen op de kieslijst waren voormalig schepen Ils Blommaerts, Juan Roca Cervera, Britt Willems en Daniel Lemahieu. Allen hadden ze de N-VA verlaten in oktober 2017 na interne twisten. Boom Vooruit overtuigde bij de stembusgang 3,1% van de kiezers, onvoldoende voor een zetel in de gemeenteraad.